# Ricardo Flores Magón

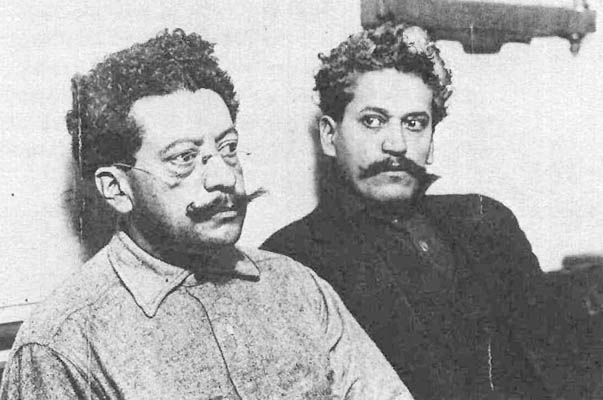
Ricardo en Enrique Flores Magón in de gevangenis van Los Angeles, 1917

Ricardo Flores Magón (San Antonio Eloxochitlán, 16 september 1874 - Leavenworth, 21 november 1922) was een Mexicaans anarchistisch journalist en opstandeling.

## Levensloop
Flores Magón verkende de geschriften van verschillende anarchisten. Hij las de werken van de vroege anarchisten Michail Bakoenin en Pierre-Joseph Proudhon maar werd ook beïnvloed door zijn tijdgenoten Élisée Reclus, Charles Malato, Errico Malatesta, Anselmo Lorenzo, Emma Goldman, Fernando Tarrida del Mármol  en  Max Stirner. Hij was echter het meest beïnvloed door Peter Kropotkin. Flores Magón had een traditioneel agrarisch anarchisme voor ogen, waarin persoonlijk eigendom van land werd afgeschaft, en daardoor iedereen vrij zou zijn. De strijdkreet ¡Tierra y Libertad! (Land en Vrijheid!), die door de revolutionairen van Emiliano Zapata werd gebruikt, was dan ook afkomstig van Flores Magón.
Flores Magón was een van de inspiratoren van de Mexicaanse Revolutie. In 1900 richtte hij samen met zijn broer Enrique het anarchistische tijdschrift Regeneración op en in 1906 stichtte hij de Mexicaanse Liberale Partij (PLM). Flores Magón was een gezworen tegenstander van dictator Porfirio Díaz. In 1904  vluchtte hij naar de Verenigde Staten, waar hij het grootste deel van de tijd in de gevangenis doorbracht. Na het uitbreken van de Mexicaanse Revolutie deed hij een nieuwe inval in Mexico. In verschillende staten vochten aanhangers van de PLM mee in de revolutie. Flores liet echter wel merken de revolutionaire leider Francisco I. Madero niet te steunen, maar liever helemaal geen leider meer zag na de omverwerping van Díaz. Een regering zou volgens Flores Magón altijd alleen het recht op bezit verdedigen, waardoor andere vrijheden in het gedwang kwamen. Gesteund door Amerikaanse en Mexicaanse anarchisten wist hij onder andere de steden Tijuana en Mexicali in te nemen, pogend de eerste socialistische republiek ter wereld te stichten. De nieuwe federale regering veroordeelde de rebellen als 'filibusters', en na korte tijd werden ze weer verdreven.
In 1918 werd hij in de Verenigde Staten tot twintig jaar gevangenisstraf veroordeeld, wegens het 'belemmeren van de oorlogsinspanning'. Hij overleed in de gevangenis van Lavenworth, Kansas, in 1923. Volgens de officiële versie overleed hij aan een hartkwaal, maar er bestaan ook vermoedens dat hij door een medegevangene of een bewaker is vermoord. Flores Magón is bijgezet in de Rotonde  van Illustere mannen in het Panteón de Dolores, een bekende begraafplaats in Mexico-Stad.